# Baron Langford

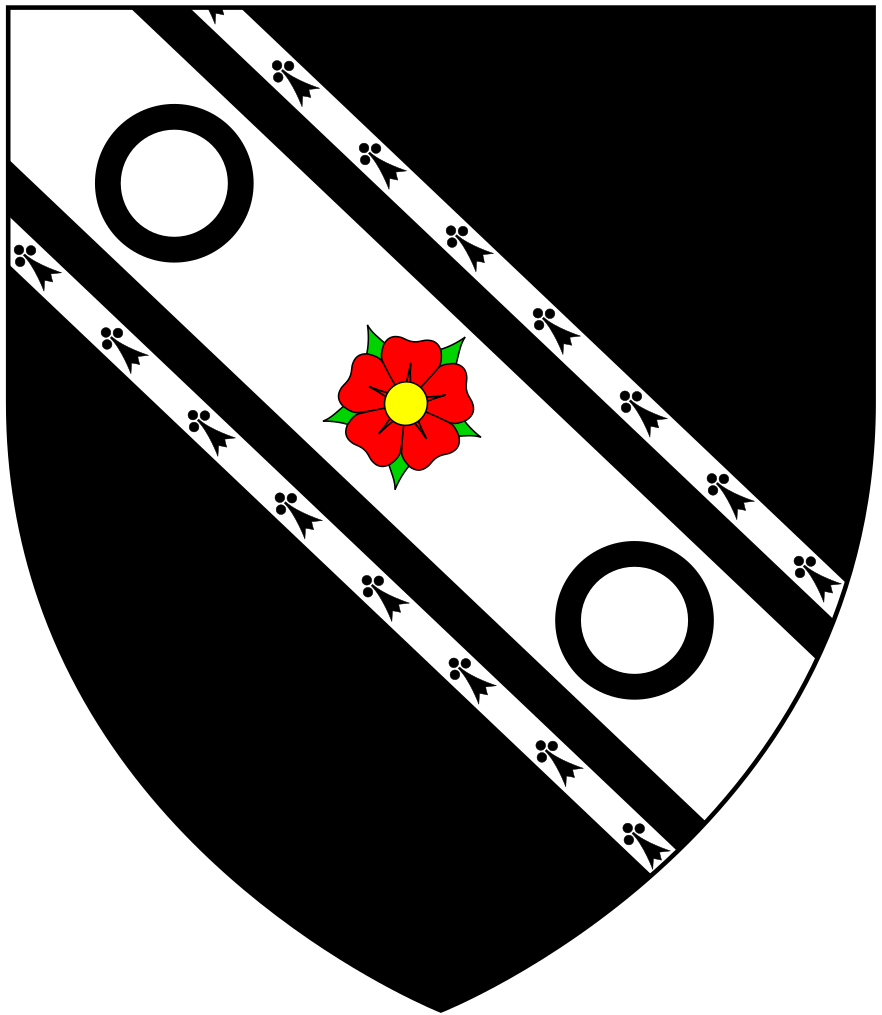
Wappen der Barone Langford

Baron Langford, of Summerhill in the County of Meath, ist ein erblicher britischer Adelstitel in der Peerage of Ireland.
Familiensitz der Barone war früher Summerhill House bei Summerhill im County Meath und ist heute Bodrhyddan Hall bei Rhuddlan in Denbighshire.

## Verleihung
Der Titel wurde am 31. Juli 1800 für den Abgeordneten im irischen Unterhaus Clotworthy Rowley geschaffen. Die Verleihung erfolgte als Gegenleistung für seine Zustimmung zum Act of Union 1800, den der bis dahin abgelehnt hatte. Er war der vierte Sohn des Thomas Taylour, 1. Earl of Bective. 
Heutiger Titelinhaber ist seit 2017 Owain Rowley-Conwy als 10. Baron.

## Liste der Barone Langford (1800)
- Clotworthy Rowley, 1. Baron Langford (1763–1825)
- Hercules Rowley, 2. Baron Langford (1795–1839)
- Wellington Rowley, 3. Baron Langford (1824–1854)
- Hercules Rowley, 4. Baron Langford (1848–1919)
- John Rowley, 5. Baron Langford (1894–1922)
- William Rowley, 6. Baron Langford (1849–1931)
- Clotworthy Rowley, 7. Baron Langford (1885–1952)
- Arthur Rowley, 8. Baron Langford (1870–1953)
- Geoffrey Rowley-Conwy, 9. Baron Langford (1912–2017)
- Owain Rowley-Conwy, 10. Baron Langford (* 1958)

Titelerbe (Heir apparent) ist der Sohn des aktuellen Titelinhabers, Hon. Thomas Alexander Rowley-Conwy (* 1987).